# 가비엔제이
가비엔제이(Gavy NJ)는 대한민국의 3인조 여성 R&B 그룹이다. 가비엔제이의 이름 뜻은 노래 가(歌)와 여왕 비(妃), 데뷔 당시 멤버의 이름의 성을 딴 노시현의 N, 정혜민과 장희영의 J를 따왔다. 2005년 1집 The Very First로 데뷔하였다.
2009년 7월 멤버 정혜민이 탈퇴하고, BGH4 출신 미스티를 새 멤버로 영입했다. 2011년 11월 장희영이 탈퇴하고 2012년 4월 미스티도 탈퇴하였다. 그 후 새 멤버 제니와 건지를 영입해 2012년 5월 〈연락하지마〉로 활동하였다. 2016년 4월 원년멤버 노시현이 탈퇴하고 서린을 영입하였다. 그 후 7월에 앨범 '슈비루비룹'을 발표해 데뷔 후 처음으로 댄스에 도전했다. 2022년 12월 1일, 소속사 굿펠라스엔터테인먼트가 DSP미디어에 흡수합병되면서 DSP 소속 아티스트가 되었다. DSP 측은 기존 멤버들은 이미 2022년 3월에 굿펠라스와 계약이 만료되었으며, 오디션을 통해 새로운 가비엔제이를 론칭할 계획이라고 밝혔다.

## 구성원
| 이름 | 소개                  |
| ---- | --------------------- |
|      | - 본명 : - 생년월일 : |
|      | - 본명 : - 생년월일 : |
|      | - 본명 : - 생년월일 : |

### 이전 구성원
| 이름   | 소개 |
| ------ | --- |
| 정혜민 | - 이름 : 정혜민 - 출생 : 1982년 4월 16일(42세) - 출생지 : 대한민국 - 학력 : 서울예술대학교 - 포지션 : 리드보컬 - 활동기간 : 2005년 11월 ~ 2009년 7월 |
| 장희영 | - 본명 : 장다원 - 출생 : 1985년 3월 28일(40세) - 출생지 : 대한민국 서울특별시 - 학력 : 동덕여자대학교 실용음악과 (졸업) - 포지션 : 메인보컬 - 활동기간 : 2005년 11월 ~ 2011년 11월                                                                               |
| 미스티 | - 본명 : 박필도 - 출생 : 1982년 10월 1일(42세) - 출생지 : 대한민국 - 포지션 : 리드보컬 - 활동기간 : 2009년 ~ 2012년 5월 |
| 노시현 | - 이름 : 노시현 - 출생 : 1988년 4월 8일(36세) - 출생지 : 대한민국 서울특별시 - 학력 : 휘경여자고등학교 (졸업) - 포지션 : 서브보컬 - 활동기간 : 2005년 11월 ~ 2016년 4월                                                                                          |
| 제니   | - 본명 : 김다래 - 출생 : 1988년 8월 14일(36세) - 출생지 : 대한민국 부산광역시 - 학력 : 한양여자대학교 실용음악과 (졸업) - 포지션 : 리더, 리드보컬 - 가족 : 무남독녀(외동딸) - 배우자 : 작곡가 김수빈 (2021년 3월 13일 결혼) - 활동기간 : 2012년 5월 ~ 2022년 3월 |
| 서린   | - 본명 : 강수지 - 출생 : 1988년 7월 9일(36세) - 출생지 : 대한민국 - 학력 : 호원대학교 (휴학) - 포지션 : 리드보컬 - 가족 : 1남 1녀중 장녀(부모님, 남동생) - 활동기간 : 2016년 7월 ~ 2022년 3월                                                                    |
| 건지   | - 이름 : 김건지 - 출생 : 1992년 2월 28일(33세) - 출생지 : 대한민국 경기도 안양시 - 학력 : 단국대학교 생활음악과 (휴학) - 포지션 : 메인보컬 - 가족 : 1남 1녀중 막내(부모님, 오빠) - 활동기간 : 2012년 5월 ~ 2022년 3월                                            |

### 멤버 변천사
- 2009년 7월 정혜민 탈퇴
- 2009년 미스티 영입
- 2011년 11월 장희영 탈퇴
- 2012년 5월 미스티 탈퇴 & 제니, 건지 영입
- 2016년 4월 멤버 노시현 탈퇴
- 2016년 7월 멤버 서린 영입
- 2022년 3월 멤버 제니, 건지, 서린 탈퇴
  - 정혜민, 장희영, 노시현 (2005 ~ 2009)
  - 미스티, 장희영, 노시현 (2009 ~ 2011)
  - 제니, 건지, 노시현 (2012 ~ 2016)
  - 제니, 건지, 서린 (2016 ~ 2022)

## 음반 목록

### 정규 음반
- 2005년 The Very First (대표곡: Happiness, 그래도 살아가겠지, 절애)
- 2006년 The Very Surprise (대표곡: 그녀가 울고 있네요, 반대편에 서서)
- 2008년 The Beginning (대표곡: Lie)
- 2009년 Heartbreak Hotel - Side A (대표곡: 핼쑥해졌대)
- 2010년 해바라기 - Side B (대표곡: 해바라기, 사랑이 그렇습니다)
- 2010년 Glossy (대표곡: 전화 좀 받어)
- 2011년 가비효과 (대표곡: Everyday)
- 2012년 Gavish (대표곡: Lady Killer)
- 2014년 Gavy NJ The 6th Album part.2 'she' (대표곡: 좋겠다)
- 2015년 The Gavy NJ`s 7th Album Part 1 `Hello` (대표곡: Hello)

### 리패키지 음반
- 2011년 라떼 한잔 (대표곡: 라떼 한잔)
- 2011년 잊어준다 (대표곡: 잊어준다)
- 2012년 이쁘네요 (대표곡 : 이쁘네요)

### 싱글 음반
- 2006년 눈사람*Snowman (대표곡: 눈사람)
- 2006년 눈사람 Part. 2 The White (대표곡: 겨울사랑, 물결)
- 2008년 사랑같은건 없나봐 (대표곡: 사랑같은건 없나봐, 흔들흔들, 바이올렛)
- 2009년 연애소설 (대표곡: 연애소설, 울컥)
- 2010년 그만하자 (대표곡: 그만하자)
- 2011년 애정만세 (대표곡: 애정만세)
- 2011년 가세요 (대표곡: 가세요)
- 2012년 그러고도 남자야 (대표곡: 그러고도 남자야)
- 2012년 연락하지마 (대표곡: 연락하지마)
- 2012년 가로수길에서 (대표곡: 가로수길에서)
- 2013년 이별극장 (대표곡: 이별극장)
- 2013년 눈물이 핑돌아 (대표곡: 눈물이 핑돌아)
- 2014년 별일 없니? (대표곡: 별일 없니?)
- 2014년 사랑하게 해줘요 (대표곡: 사랑하게 해줘요)
- 2014년 딱해 (대표곡: 딱해)
- 2015년 친구가 널 봤대 (대표곡: 친구가 널 봤대)
- 2015년 여자사람친구 (대표곡: 여자사람친구)
- 2015년 Thank You (대표곡: Thank You)
- 2016년 우리 사이 (대표곡: 우리 사이)
- 2016년 슈비루비룹 (대표곡: 슈비루비룹)
- 2016년 미안했을까 (대표곡: 미안했을까)
- 2017년 뻔한 멜로 (대표곡: 뻔한 멜로)
- 2017년 행복하댔잖아 (대표곡: 행복하댔잖아)
- 2018년 헤어지래요 (대표곡: 헤어지래요)
- 2018년 I'm Fine (대표곡:I'm Fine)
- 2019년 없더라 (대표곡 : 없더라)
- 2019년 다시만나자 (대표곡 : 다시만나자)
- 2020년 신촌에왔어 (대표곡 : 신촌에왔어)

### 기타 음반
- 2006년 project group H7美人 (대표곡: 러브올(Love all))
- 2008년 《숙명》 OST (대표곡: Remember)
- 2008년 A Final Reminder (대표곡: 착한 사랑)
- 2009년 《태양을 삼켜라》 OST (대표곡: 그대없이 좋은날)
- 2010년 《신이라 불리운 사나이》 OST (대표곡: 아무도 모르죠)
- 2011년 소울트레인 Part 1 (대표곡: 사랑은 똑같다)
- 2011년 소울트레인 Part 2 (대표곡: 빙빙빙)
- 2011년 《오작교 형제들》 OST (대표곡: 바라봐요)
- 2011년 《컬러 오브 우먼》 OST (대표곡: 어쩌면 좋아)
- 2012년 《각시탈》 OST Part 3 (대표곡: 노을이 지면)
- 2014년 《내겐 너무 사랑스러운 그녀》 OST Part 6 (대표곡: Rewind)
- 2016년 《불어라 미풍아》 OST Part 2 (대표곡: 사랑하고 원했죠)
- 2017년 《군주 - 가면의 주인》 OST Part 11 (대표곡: 애심)

## 수상 경력

### 시상식
- 2006년 제21회 《골든 디스크》 - 신인상
- 2010년 제17회 《대한민국 연예예술상》 - R&B 여자가수상